# Sarah Taylor
Sarah Taylor (ur. 6 listopada 1981 w Nowym Jorku) – amerykańska tenisistka.
Karierę na kortach rozpoczęła w 1996 roku biorąc udział w dwóch niewielkich turniejach rangi ITF, osiągając w drugim z nich ćwierćfinał. W następnym roku zadebiutowała na turnieju cyklu WTA w Filadelfii, na którym przegrała w pierwszej rundzie z Brendą Schultz-McCarthy. W 1998 roku wygrała swój pierwszy turniej ITF w Meksyku. W sumie, w tej kategorii, wygrała sześć turniejów w grze singlowej.
W 2001 roku udanie zadebiutowała w turnieju wielkoszlemowym w US Open, gdzie w pierwszej rundzie wygrała z nr 41 światowego rankingu Marlene Weingärtner z Niemiec. Było to jej największe osiągnięcie w Wielkim Szlemie.
W rozgrywkach cyklu WTA jej największe osiągnięcia to dwa półfinały w jednym roku (2002) na Bali i na Hawajach. Dochodząc do nich, wyeliminowała takie zawodniczki jak Adriana Serra Zanetti i Marta Marrero.
W 2003 roku wywalczyła srebrny medal w grze singlowej na Igrzyskach Panamerykańskich, przegrywając w finale z Milagros Sequera.
Karierę zakończyła w 2005 roku. Obecnie jest trenerką tenisa w amerykańskiej organizacji tenisowej USTA.

## Wygrane turnieje rangi ITF
| turnieje z pulą nagród 100 000 $ |
| turnieje z pulą nagród 75 000 $  |
| turnieje z pulą nagród 50 000 $  |
| turnieje z pulą nagród 25 000 $  |
| turnieje z pulą nagród 15 000 $  |
| turnieje z pulą nagród 10 000 $  |

|    | Data       | Turniej      | Kat. | ($)    | Naw.   | Finalistka        | Wynik              |
| 1. | 10/05/1998 | Tampico      | ITF  | 25 000 | twarda | Ludmila Varmuzova | 4:6, 6:4, 4:1 ret. |
| 2. | 15/10/2000 | Meksyk       | ITF  | 25 000 | twarda | Kirstin Freye     | 4:1, 4:2, 3:5, 4:2 |
| 3. | 15/07/2001 | College Park | ITF  | 25 000 | twarda | Vanessa Webb      | 6:4, 6:4           |
| 4. | 27/01/2002 | Fullerton    | ITF  | 50 000 | twarda | Ansley Cargill    | 6:4, 7:6           |
| 5. | 14/07/2002 | College Park | ITF  | 25 000 | twarda | Teryn Ashley      | 7:6, 3:6, 7:6      |
| 6. | 24/07/2005 | Evansville   | ITF  | 10 000 | twarda | Kristi Miller     | 7:6, 6:1           |